# Temporada 1903-1904 del FC Barcelona
La temporada 1903-04 va ser la 5a de la història del FC Barcelona. El club disputa per primera vegada un partit a l'estranger, però en la competició domèstica no li va gaire bé: acaba quart al Campionat de Catalunya.

## Fets destacats
Al primer Campionat de Catalunya organitzat com a tal, el Barça es va classificar quart. La crisi de joc d'aquesta temporada va coincidir amb la retirada de Joan Gamper, que va penjar les botes per dedicar-se plenament als seus negocis, tot i que va arribar a intervenir en alguns partits de forma puntual. Tenia 25 anys i seguiria formant part de la comissió esportiva.

### 1903
- 17 setembre de 1903: Arthur Witty relleva a Pau Haas a la presidència del Club.

### 1904
- 1 de maig de 1904: Primer partit a l'estranger, a Tolosa de Llenguadoc. El Barça es va enfrontar amb l'Stade Olympique Toulouse i va vèncer per 2 a 3.

## Plantilla
Font:
| N.                            | Pos. | Nac. | Jugador                   | Total | Total | C. Catalunya | C. Catalunya | Amistosos | Amistosos |
| N.                            | Pos. | Nac. | Jugador                   | PJ    | Gols  | PJ           | Gols         | PJ        | Gols      |
| ----------------------------- | ---- | --- | ------------------------- | ----- | ----- | ------------ | ------------ | --------- | --------- |
| —                             | POR  | [[Fitxer:Flag of Catalonia.svg\|23x15px\|border \|alt=Catalunya\|link=Selecció de futbol de Catalunya\|{{#if:\|]]                              | Juli Marial               | 10    | -6    | 8            | -6           | 2         | -         |
| —                             | POR  | [[Fitxer:Flag of Catalonia.svg\|23x15px\|border \|alt=Catalunya\|link=Selecció de futbol de Catalunya\|{{#if:\|]]                              | Joan Soler                | 10    | -4    | 5            | -4           | 5         | -         |
| —                             | POR  | [[Fitxer:Flag of Switzerland.svg\|23x16px\|border \|alt=Suïssa\|link=Selecció de futbol de Suïssa\|{{#if:\|]]                                  | Heinrich Hans Fischer     | 2     | -3    | 2            | -3           | 0         | 0         |
| —                             | POR  | [[Fitxer:Flag of Catalonia.svg\|23x15px\|border \|alt=Catalunya\|link=Selecció de futbol de Catalunya\|{{#if:\|]]                              | Esteve Flaquer            | 4     | 0     | 1            | 0            | 3         | -         |
| —                             | POR  | [[Fitxer:Flag of Catalonia.svg\|23x15px\|border \|alt=Catalunya\|link=Selecció de futbol de Catalunya\|{{#if:\|]]                              | John Parsons              | 1     | -2    | 1            | -2           | 0         | 0         |
| —                             | DEF  | [[Fitxer:Flag of Catalonia.svg\|23x15px\|border \|alt=Catalunya\|link=Selecció de futbol de Catalunya\|{{#if:\|]]                              | Arthur Witty              | 18    | 2     | 10           | 2            | 8         | 0         |
| —                             | DEF  | [[Fitxer:Flag of the Valencian Community (2x3).svg\|23x15px\|border \|alt=País Valencià\|link=Selecció de futbol del País Valencià\|{{#if:\|]] | Josep Quirante            | 21    | 12    | 9            | 9            | 12        | 3         |
| —                             | DEF  | [[Fitxer:Flag of England.svg\|23x15px\|border \|alt=Anglaterra\|link=Selecció de futbol d'Anglaterra\|{{#if:\|]]                               | Junior Morris             | 14    | 0     | 8            | 0            | 6         | 0         |
| —                             | DEF  | [[Fitxer:Flag of Catalonia.svg\|23x15px\|border \|alt=Catalunya\|link=Selecció de futbol de Catalunya\|{{#if:\|]]                              | Joan Fontanet             | 7     | 0     | 4            | 0            | 3         | 0         |
| —                             | DEF  | [[Fitxer:Flag of Catalonia.svg\|23x15px\|border \|alt=Catalunya\|link=Selecció de futbol de Catalunya\|{{#if:\|]]                              | Duran                     | 3     | 0     | 2            | 0            | 1         | 0         |
| —                             | DEF  | [[Fitxer:Flag of Catalonia.svg\|23x15px\|border \|alt=Catalunya\|link=Selecció de futbol de Catalunya\|{{#if:\|]]                              | Francesc Guardiola        | 5     | 0     | 1            | 0            | 4         | 0         |
| —                             | DEF  | [[Fitxer:Flag of Catalonia.svg\|23x15px\|border \|alt=Catalunya\|link=Selecció de futbol de Catalunya\|{{#if:\|]]                              | Lluís Garriga             | 2     | 0     | 2            | 0            | 0         | 0         |
| —                             | DEF  | [[Fitxer:Flag of England.svg\|23x15px\|border \|alt=Anglaterra\|link=Selecció de futbol d'Anglaterra\|{{#if:\|]]                               | A.J. Smart                | 1     | 0     | 1            | 0            | 0         | 0         |
| —                             | MIG  | [[Fitxer:Flag of Catalonia.svg\|23x15px\|border \|alt=Catalunya\|link=Selecció de futbol de Catalunya\|{{#if:\|]]                              | Josep Vidal               | 12    | 1     | 8            | 0            | 4         | 1         |
| —                             | MIG  | [[Fitxer:Flag of Catalonia.svg\|23x15px\|border \|alt=Catalunya\|link=Selecció de futbol de Catalunya\|{{#if:\|]]                              | Francesc Sanz             | 12    | 3     | 4            | 0            | 8         | 3         |
| —                             | MIG  | [[Fitxer:Flag of Switzerland.svg\|23x16px\|border \|alt=Suïssa\|link=Selecció de futbol de Suïssa\|{{#if:\|]]                                  | George Meyer              | 7     | 2     | 4            | 1            | 3         | 1         |
| —                             | MIG  | [[Fitxer:Flag of Catalonia.svg\|23x15px\|border \|alt=Catalunya\|link=Selecció de futbol de Catalunya\|{{#if:\|]]                              | Arseni Comamala           | 3     | 0     | 3            | 0            | 0         | 0         |
| —                             | MIG  | [[Fitxer:Flag of Catalonia.svg\|23x15px\|border \|alt=Catalunya\|link=Selecció de futbol de Catalunya\|{{#if:\|]]                              | Abelardo Mas              | 6     | 0     | 2            | 0            | 4         | 0         |
| —                             | MIG  | [[Fitxer:Flag of Catalonia.svg\|23x15px\|border \|alt=Catalunya\|link=Selecció de futbol de Catalunya\|{{#if:\|]]                              | Josep Ortiz               | 3     | 0     | 1            | 0            | 2         | 0         |
| —                             | MIG  | [[Fitxer:Flag of Catalonia.svg\|23x15px\|border \|alt=Catalunya\|link=Selecció de futbol de Catalunya\|{{#if:\|]]                              | Josep Llobet              | 5     | 0     | 1            | 0            | 4         | 0         |
| —                             | DAV  | [[Fitxer:Flag of Catalonia.svg\|23x15px\|border \|alt=Catalunya\|link=Selecció de futbol de Catalunya\|{{#if:\|]]                              | Carles Comamala           | 17    | 16    | 12           | 15           | 5         | 1         |
| —                             | DAV  | [[Fitxer:Flag of Catalonia.svg\|23x15px\|border \|alt=Catalunya\|link=Selecció de futbol de Catalunya\|{{#if:\|]]                              | Romà Forns                | 11    | 13    | 7            | 12           | 4         | 1         |
| —                             | DAV  | [[Fitxer:Flag of the Valencian Community (2x3).svg\|23x15px\|border \|alt=País Valencià\|link=Selecció de futbol del País Valencià\|{{#if:\|]] | Bernat Lassaleta          | 15    | 18    | 9            | 10           | 6         | 8         |
| —                             | DAV  | [[Fitxer:Flag of the German Empire.svg\|23x15px\|border \|alt=Imperi Alemany\|link=Selecció de futbol d'Alemanya\|{{#if:\|]]                   | Udo Steinberg             | 13    | 8     | 7            | 5            | 6         | 3         |
| —                             | DAV  | [[Fitxer:Flag of England.svg\|23x15px\|border \|alt=Anglaterra\|link=Selecció de futbol d'Anglaterra\|{{#if:\|]]                               | Stanley Harris            | 10    | 2     | 7            | 2            | 3         | 0         |
| —                             | DAV  | [[Fitxer:Flag of Portugal.svg\|23x15px\|border \|alt=Portugal\|link=Selecció de futbol de Portugal\|{{#if:\|]]                                 | Virgilio Da Costa         | 10    | 1     | 7            | 1            | 3         | 0         |
| —                             | DAV  | [[Fitxer:Flag of Catalonia.svg\|23x15px\|border \|alt=Catalunya\|link=Selecció de futbol de Catalunya\|{{#if:\|]]                              | George Noble              | 6     | 0     | 4            | 0            | 2         | 0         |
| —                             | DAV  | [[Fitxer:Flag of England.svg\|23x15px\|border \|alt=Anglaterra\|link=Selecció de futbol d'Anglaterra\|{{#if:\|]]                               | John MacKenzie            | 3     | 0     | 3            | 0            | 0         | 0         |
| —                             | DAV  | [[Fitxer:Flag of England.svg\|23x15px\|border \|alt=Anglaterra\|link=Selecció de futbol d'Anglaterra\|{{#if:\|]]                               | Ellers                    | 4     | 0     | 3            | 0            | 1         | 0         |
| —                             | DAV  | [[Fitxer:Flag of Switzerland.svg\|23x16px\|border \|alt=Suïssa\|link=Selecció de futbol de Suïssa\|{{#if:\|]]                                  | Hans Gamper               | 2     | 0     | 1            | 0            | 1         | 0         |
| —                             | DAV  | [[Fitxer:Flag of Spain (1785–1873, 1875–1931).svg\|23x15px\|border \|alt=Espanya\|link=Selecció de futbol d'Espanya\|{{#if:\|]]                | José María Jorró          | 7     | 5     | 1            | 0            | 6         | 5         |
| —                             | DAV  | [[Fitxer:Flag of Catalonia.svg\|23x15px\|border \|alt=Catalunya\|link=Selecció de futbol de Catalunya\|{{#if:\|]]                              | Lluís d'Ossó              | 5     | 4     | 1            | 0            | 4         | 4         |
| —                             | DAV  | [[Fitxer:Flag of England.svg\|23x15px\|border \|alt=Anglaterra\|link=Selecció de futbol d'Anglaterra\|{{#if:\|]]                               | Henry Morris              | 3     | 0     | 1            | 0            | 2         | 0         |
| Equip reserva                 |      | |                           |       |       |              |              |           |           |
| —                             | POR  | [[Fitxer:Flag of England.svg\|23x15px\|border \|alt=Anglaterra\|link=Selecció de futbol d'Anglaterra\|{{#if:\|]]                               | George S. Williams        | 3     | 0     | 0            | 0            | 3         | -         |
| —                             | DEF  | [[Fitxer:Flag of Spain.svg\|23x15px\|border \|alt=Espanya\|link=Selecció de futbol d'Espanya\|{{#if:\|]]                                       | Juan Pombo                | 2     | 0     | 0            | 0            | 2         | 0         |
| —                             | DEF  | [[Fitxer:Flag of Catalonia.svg\|23x15px\|border \|alt=Catalunya\|link=Selecció de futbol de Catalunya\|{{#if:\|]]                              | Mas II                    | 2     | 0     | 0            | 0            | 2         | 0         |
| —                             | MIG  | [[Fitxer:Flag of Catalonia.svg\|23x15px\|border \|alt=Catalunya\|link=Selecció de futbol de Catalunya\|{{#if:\|]]                              | Josep Marin               | 3     | 1     | 0            | 0            | 3         | 1         |
| —                             | MIG  | [[Fitxer:Flag of Catalonia.svg\|23x15px\|border \|alt=Catalunya\|link=Selecció de futbol de Catalunya\|{{#if:\|]]                              | Manuel Soler              | 2     | 0     | 0            | 0            | 2         | 0         |
| —                             | DAV  | [[Fitxer:Flag of Catalonia.svg\|23x15px\|border \|alt=Catalunya\|link=Selecció de futbol de Catalunya\|{{#if:\|]]                              | Emil Max Gaissert         | 1     | 0     | 0            | 0            | 1         | 0         |
| —                             | DAV  | [[Fitxer:Flag of Catalonia.svg\|23x15px\|border \|alt=Catalunya\|link=Selecció de futbol de Catalunya\|{{#if:\|]]                              | Sampons                   | 4     | 1     | 0            | 0            | 4         | 1         |
| —                             | DAV  | [[Fitxer:Flag of Catalonia.svg\|23x15px\|border \|alt=Catalunya\|link=Selecció de futbol de Catalunya\|{{#if:\|]]                              | Ernest Xifrà              | 2     | 0     | 0            | 0            | 2         | 0         |
| —                             | DAV  | [[Fitxer:Flag of Catalonia.svg\|23x15px\|border \|alt=Catalunya\|link=Selecció de futbol de Catalunya\|{{#if:\|]]                              | Josep Déniel              | 1     | 0     | 0            | 0            | 1         | 0         |
| —                             | DAV  | [[Fitxer:Flag of Catalonia.svg\|23x15px\|border \|alt=Catalunya\|link=Selecció de futbol de Catalunya\|{{#if:\|]]                              | Puig                      | 1     | 0     | 0            | 0            | 1         | 0         |
| —                             | DAV  | [[Fitxer:Flag of Catalonia.svg\|23x15px\|border \|alt=Catalunya\|link=Selecció de futbol de Catalunya\|{{#if:\|]]                              | Panadès                   | 1     | 0     | 0            | 0            | 1         | 0         |
| —                             | DAV  | [[Fitxer:Flag of Catalonia.svg\|23x15px\|border \|alt=Catalunya\|link=Selecció de futbol de Catalunya\|{{#if:\|]]                              | Enric Vinyes              | 1     | 0     | 0            | 0            | 1         | 0         |
| Jugadors convidats o puntuals |      | |                           |       |       |              |              |           |           |
| —                             | POR  | [[Fitxer:Flag of Spain.svg\|23x15px\|border \|alt=Espanya\|link=Selecció de futbol d'Espanya\|{{#if:\|]]                                       | Francisco Vives           | 1     | 0     | 0            | 0            | 1         | 0         |
| —                             | DEF  | [[Fitxer:Flag of Catalonia.svg\|23x15px\|border \|alt=Catalunya\|link=Selecció de futbol de Catalunya\|{{#if:\|]]                              | Isidre Domènech           | 1     | 0     | 0            | 0            | 1         | 0         |
| —                             | DEF  | [[Fitxer:Flag of Catalonia.svg\|23x15px\|border \|alt=Catalunya\|link=Selecció de futbol de Catalunya\|{{#if:\|]]                              | Joaquim Carril            | 1     | 0     | 0            | 0            | 1         | 0         |
| —                             | DEF  | [[Fitxer:Flag of Spain.svg\|23x15px\|border \|alt=Espanya\|link=Selecció de futbol d'Espanya\|{{#if:\|]]                                       | Benigno Belausteguigoitia | 1     | 0     | 0            | 0            | 1         | 0         |
| —                             | DEF  | [[Fitxer:Flag of Catalonia.svg\|23x15px\|border \|alt=Catalunya\|link=Selecció de futbol de Catalunya\|{{#if:\|]]                              | Francesc Bru              | 1     | 0     | 0            | 0            | 1         | 0         |
| —                             | MIG  | [[Fitxer:Flag of Catalonia.svg\|23x15px\|border \|alt=Catalunya\|link=Selecció de futbol de Catalunya\|{{#if:\|]]                              | Alfons Almasqué           | 1     | 1     | 0            | 0            | 1         | 1         |

1. ↑  També anomenat a la premsa amb el sobrenom Shooter.
2. ↑  S'inclouen els jugadors del club que no van disputar parits oficials durant la temporada.
3. 1 2 3  Era jugador de l'Espanyol.
4. ↑  Era jugador del Club X.
5. ↑  Era jugador de l'Internacional.
6. ↑  Era jugador del Català.

## Competicions
| Competició   | Pos. | PJ | PG | PE | PP | GF | GC | Campió        |
| ------------ | ---- | -- | -- | -- | -- | -- | -- | ------------- |
| C. Catalunya | 4t   | 13 | 8  | 3  | 2  | 57 | 15 | Club Espanyol |

- Sense incloure partits guanyat o perduts per cessió de punts.

## Partits

### Amistosos
| 4 octubre 1903 | FC Barcelona                 | 6 - 1 | FC Internacional | Barcelona       |  |
|                | Jorró · Lassaleta · Quirante |       |                  | Horta · Mahia · |  |

| 11 octubre 1903 | FC Barcelona                    | 5 - 1 | Català FC | Barcelona         |  |
|                 | Jorró · Almasqué · Sanz · Marin |       |           | Horta · Femenia · |  |

| 18 octubre 1903 | FC Barcelona     | 3 - 2 | Irish FC | Barcelona        |  |
|                 | Lassaleta · Osso |       |          | Horta · Batlle · |  |

| 1 novembre 1903 | FC Barcelona                     | 7 - 0 | FC X | Barcelona      |  |
|                 | Steinberg · Osso · Jorró · Vidal |       |      | Horta · Park · |  |

| 8 novembre 1903 | FC Barcelona | 2 - 0 | Salud SC | Barcelona             |  |
|                 | Lassaleta    |       |          | Horta · Hans Gamper · |  |

| 8 desembre 1903 | Espanyol | 3 - 1 | FC Barcelona | Barcelona            |  |
|                 |          |       | C.Comamala   | Espanyol · Alesson · |  |

| 27 març 1904 | Club Espanyol | 1 - 0 | FC Barcelona | Barcelona          |  |
|              |               |       |              | Espanyol · Vinas · |  |

| 3 abril 1904 | Club Espanyol | 2 - 1 | FC Barcelona | Barcelona          |  |
|              |               |       | Meyer        | Espanyol · Darne · |  |

| 1 maig 1904 | Stade Olympique Toulouse | 2 - 3 | FC Barcelona                  | Tolosa           |  |
|             |                          |       | Steinberg · Lassaleta · Forns | Tolosa · Pujol · |  |

| 22 maig 1904 | FC Vilafranca | 1 - 5 | FC Barcelona | Vilafranca               |  |
|              |               |       |              | Can Lleó · Max Gaisser · |  |

| 19 Juny 1904 | Salud SC | 0 - 5 | FC Barcelona              | Barcelona        |  |
|              |          |       | Quirante · Sanz · Sampons | Salut · Garcia · |  |

1. ↑  Primer partit del Barcelona fora de l'estat.

### Campionat de Catalunya
| Pos | Equip        | PJ | PG | PE | PP | GF | GC | DG  | Pts |
| --- | ------------ | -- | -- | -- | -- | -- | -- | --- | --- |
| 3   | Català FC    | 16 | 12 | 1  | 3  | 62 | 11 | +51 | 25  |
| 4   | FC Barcelona | 16 | 10 | 3  | 3  | 57 | 15 | +42 | 23  |
| 5   | Salut SC     | 16 | 8  | 0  | 8  | 40 | 37 | +3  | 16  |

| 22 novembre 1903 | FC Barcelona                                | 10 - 0 | Salud SC | Barcelona                             |  |
| Jornada 1        | C. Comamala · Steinberg · Forns · Lassaleta |        |          | Camp de la carretera d'Horta · Boix · |  |

| 29 novembre 1903 | Joventut FC | 0 - 3 | FC Barcelona                     | Barcelona |  |
| Jornada 2        |             |       | Harris · C. Comamala · Lassaleta | Duran ·   |  |

| 6 desembre 1903 | FC Barcelona | punts cedits | Ibérico FC | Barcelona                      |  |
| Jornada 3       |              |              |            | Camp de la carretera d'Horta · |  |

| 11 desembre 1903 | FC Internacional | 1 - 1 | FC Barcelona | Barcelona |  |
| Jornada 4        | Gol              |       | Steinberg    | Parck ·   |  |

| 20 desembre 1903 | FC X | punts cedits | FC Barcelona | Barcelona |  |
| Jornada 5        |      |              |              |           |  |

| 27 desembre 1903 | Català FC | 1 - 1 | FC Barcelona | Barcelona                           |  |
| Jornada 6        | Gol       |       | Lassaleta    | Velòdrom de la Bonanova · Alesson · |  |

| 3 gener 1904 | FC Barcelona                   | 10 - 0 | FC Sant Gervasi | Barcelona                               |  |
| Jornada 7    | Forns · C. Comamala · Quirante |        |                 | Camp de la carretera d'Horta · d'Ossó · |  |

| 31 gener 1904 | Salud SC  | 2 - 3 | FC Barcelona           | Barcelona |  |
| Jornada 11    | Gol · Gol |       | Harris · Lassaleta 85' | Gener ·   |  |

| 7 febrer 1904 | FC Barcelona           | 2 - 0 | Joventut FC | Barcelona                             |  |
| Jornada 12    | C. Comamala · Da Costa |       |             | Camp de la carretera d'Horta · Ruiz · |  |

| 14 febrer 1904 | Ibérico FC | 1 - 4 | FC Barcelona                    | Barcelona  |  |
| Jornada 13     | Gol        |       | C. Comamala · Lassaleta · Forns | Balaguer · |  |

| 17 febrer 1904 | Club Español    | 4 - 1 | FC Barcelona | Barcelona                                 |  |
| Jornada 10     | Green · Sampere |       | Meyer        | Camp de l'Hospital Clínic (sud) · Parck · |  |

| 21 febrer 1904 | FC Barcelona | 1 - 2 | FC Internacional | Barcelona                             |  |
| Jornada 14     | Witty        |       | Gol · Gol        | Camp de la carretera d'Horta · Peix · |  |

| 28 febrer 1904 | FC Barcelona                  | 4 - 0 | FC X | Barcelona                                 |  |
| Jornada 15     | Forns · C. Comamala · Shooter |       |      | Camp de la carretera d'Horta · Trujillo · |  |

| 6 març 1904 | FC Barcelona | punts cedits | FC Català | Barcelona                      |  |
| Jornada 16  |              |              |           | Camp de la carretera d'Horta · |  |

| 13 març 1904 | FC Sant Gervasi | 0 - 13 | FC Barcelona                   | Barcelona  |  |
| Jornada 17   |                 |        | Forns · Quirante · C. Comamala | Paniagua · |  |

| 24 abril 1904 | FC Barcelona              | 4 - 4 | Club Espanyol    | Barcelona                                 |  |
| Jornada 20    | Forns · Lassaleta · Witty |       | Ponz · Cenarro · | Camp de l'Hospital Clínic (sud) · Darné · |  |